# Maklár, Heves
Maklár  este un sat în districtul Eger, județul Heves, Ungaria, având o populație de 2.446 de locuitori (2011). 

## Demografie
Componența etnică a satului Maklár
     Maghiari (97,18%)
     Romi (1,61%)
     Necunoscut (0,63%)
     Alții (0,58%)
Componența confesională a satului Maklár
     Romano-catolici (44,93%)
     Fără religie (14,64%)
     Reformați (7,48%)
     Atei (1,43%)
     Necunoscută (31,32%)
     Greco-catolici (0,2%)
     Alte religii (0,57%)
Conform recensământului din 2011, satul Maklár avea 2.446 de locuitori. Din punct de vedere etnic, majoritatea locuitorilor (97,18%) erau maghiari, cu o minoritate de romi (1,61%). Apartenența etnică nu este cunoscută în cazul a 0,63% din locuitori. Nu există o religie majoritară, locuitorii fiind romano-catolici (44,93%), persoane fără religie (14,64%), reformați (7,48%) și atei (1,43%). Pentru 31,32% din locuitori nu este cunoscută apartenența confesională.